# 青森県立青森戸山高等学校
青森県立青森戸山高等学校（あおもりけんりつ あおもりとやまこうとうがっこう）は、青森県青森市大字戸山あった公立の高等学校。閉校後、施設は青森県立青森商業高等学校が利用している。

## 設置学科
- 全日制課程
  - 普通科
  - 美術科

## 沿革
- 青森市東南部の開発に伴い、高校設置の要望が高まる。
- 1982年（昭和57年）4月 - 県立青森高校内に開設準備室を設置。
- 1983年（昭和58年）4月 - 普通科高校として開校。
- 2003年（平成15年）4月 - 美術科を設置。
- 2008年（平成20年） - 青森市・東津軽郡内の中卒予定者の減を理由に閉校を策定。
- 2011年（平成23年）4月 - 生徒募集を停止。
- 2013年（平成25年）3月31日 - 青森県立青森東高等学校へ統廃合され、閉校。卒業生は延べ8,424人。

## 校風
- 校訓

剛毅　叡智　信愛
- 教育目標

真理と正義を愛し、心身共に健康で、国家及び社会の進展に寄与する個性豊かな人材を養成する
学習面では学校設置以来、「添削指導」を行っている。生徒の負担は重いが、学習能力の向上に役立っているとされる。校風は「添削指導」に代表されるように、厳しい指導が行われ、結果として生徒の学力向上、落ちこぼれの無い指導など、進学実績を伸ばす要因となっている。
尚、この「添削指導」は伝統的に数学を中心に行われている。他の教科に関しては継続的に実施されているとはいえない。進学を重視する観点から修学旅行は行わない慣例となっていたが、21回生からは「研修旅行」と称し、普通科は国内、美術科はパリに行き、美術館や歴史的建造物等を見学している。

## 進学
大学・短大含め進学率は70%程度である。国公立は、弘前大学、青森県立保健大学、青森公立大学、岩手大学、北海道教育大学、などが主な進学先である。私立大学では、東北学院大学、東北芸術工科大学、弘前学院大学が主な進学先である。ここ数年は学年在籍数の20～25%ほどが専門学校・就職・その他を進路とするようになってきた。就職者は6％程度（平成22年度）である。

## 戸山ブリザード

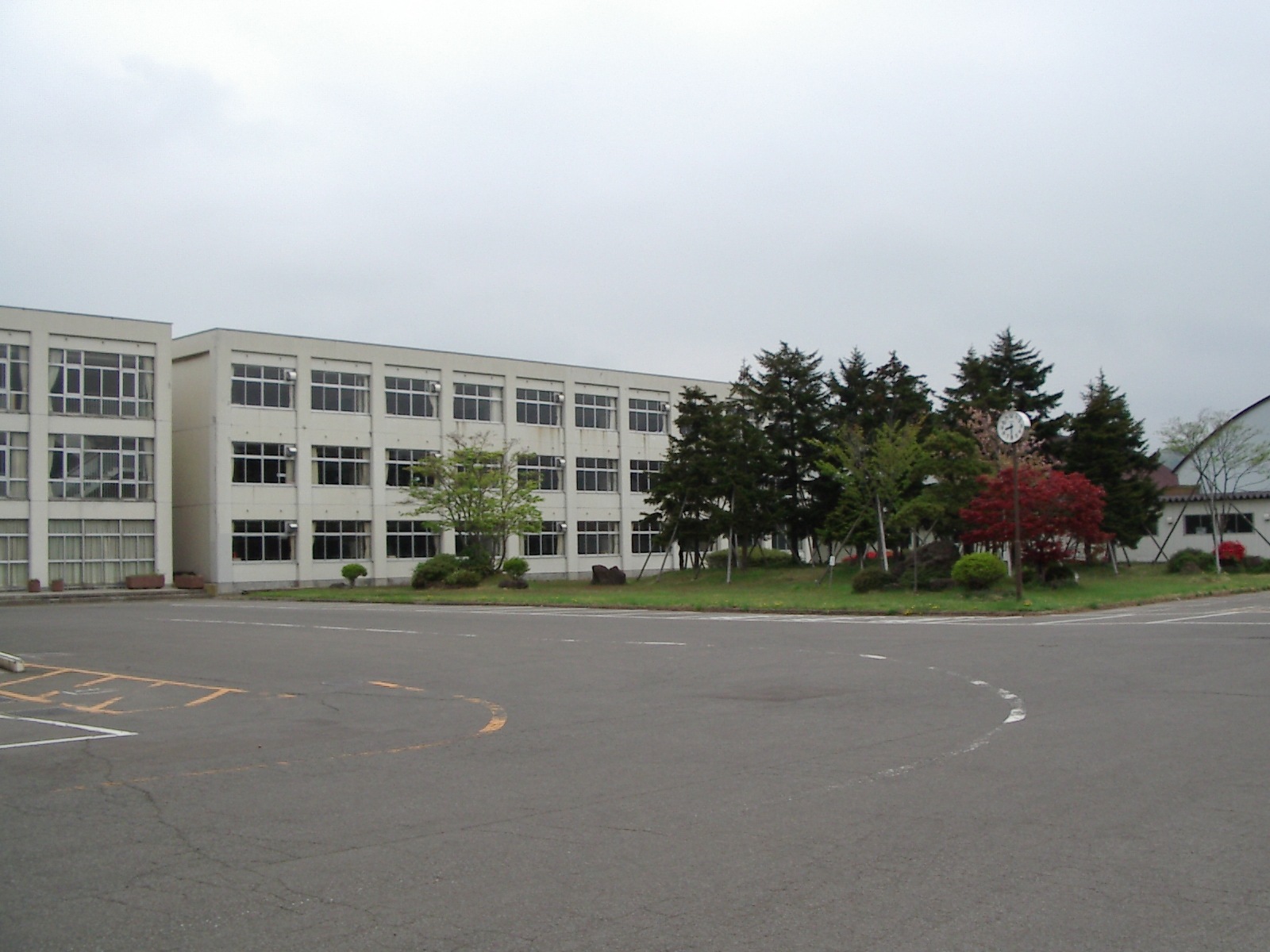
青森戸山高校校舎

現在のように周辺の開発が進む以前の、冬の青森戸山高校は猛吹雪にあう事がしばしばで、この猛吹雪を生徒達は「戸山ブリザード」と呼んだ。猛吹雪の中通学する戸山高生の姿は雪中行軍を思わせる過酷なものであった。同様の存在に「南高ブリザード」が存在する。前述のように周辺の開発が進んだ事や時の移り変わりもあり、現在「戸山ブリザード」という呼称を知っている者は少ない。

## 美術科
2003年に開設された美術科は、青森県内唯一の学科で、北東北でも珍しい。県内でも美術「コース」の設置はあるが、「科」は初めてで、総合的にかつ専門的に美術を学ぼうとする生徒に向いている。2学年からは4つの専攻・副専攻を選択させて専門性を高めている。新設学科にもかかわらず、毎年のように国公立大学にも数名の合格者を出すなど（美術科の在籍は30名）、健闘している。また、各種コンテストにも出品・出場し、高い評価を得ている（ファッション甲子園2005準優勝、同2008審査員特別賞、はんが甲子園本戦出場など）。

## 出身者
- 三遊亭神楽（落語家、円楽一門会）本名：神博充　3回生
- 小澤至論（ゲーム制作プロデューサー。ソウルキャリバーなど）